# 豊岡ラジオ中継局
豊岡ラジオ中継局（とよおかラジオちゅうけいきょく）は、兵庫県豊岡市にあるAMラジオの中継局である。

## 中継局概要
| 周波数  | 放送局名       | コールサイン | 空中線電力 | 放送対象 地域 | 放送区域 内世帯数 |
| ------- | -------------- | ------------ | ---------- | ------------- | ----------------- |
| 1161kHz | NHK 大阪第1    | なし         | 100W       | 近畿広域圏    | 約-世帯           |
| 1395kHz | CRK ラジオ関西 | JOCE         | 1kW        | 兵庫県        | 約-世帯           |
| 1539kHz | NHK 大阪第2    | なし         | 100W       | 全国          | 約-世帯           |

## 所在地
- NHK：豊岡市塩津町10-16 「市営塩津住宅1号棟」南
- CRK：豊岡市出石町伊豆字ウグイ1298-1 「国道426号五条大橋東詰交差点」南西

## 放送エリア
- 大阪・神戸親局からの電波が届きにくい豊岡市周辺をカバーする。

## 歴史
- 1941年12月28日 社団法人日本放送協会・大阪中央放送局（現・日本放送協会大阪放送局）豊岡臨時放送所・第1放送（コールサイン：JOBK4・出力：50W）が開局。
- 1948年7月1日 豊岡臨時放送所が正式な放送所に昇格し、第1放送のコールサインが「JOBU」に変更。
- 1957年1月1日 NHK豊岡第2放送（コールサイン：JOBV・出力：100W）が開局。
- 1978年11月23日 NHKラジオ第1放送・第2放送の周波数を、現在の周波数に変更。
- 1992年5月1日 CRKラジオ関西・豊岡放送局（コールサイン：JOCE・周波数：1395kHz・出力：1kW）が開局。